# Winston County, Alabama
Winston County är ett administrativt område i delstaten Alabama, USA, med 24 484 invånare. Den administrativa huvudorten (county seat) är Double Springs. 

## Geografi
Enligt United States Census Bureau så har countyt en total area på 1 637 km². 1 592 km² av den arean är land och 45 km² är vatten.

### Angränsande countyn
- Lawrence County - nord
- Cullman County, Alabama - öst
- Walker County - syd
- Marion County - väst
- Franklin County - nordväst